# Cham-Further Senke

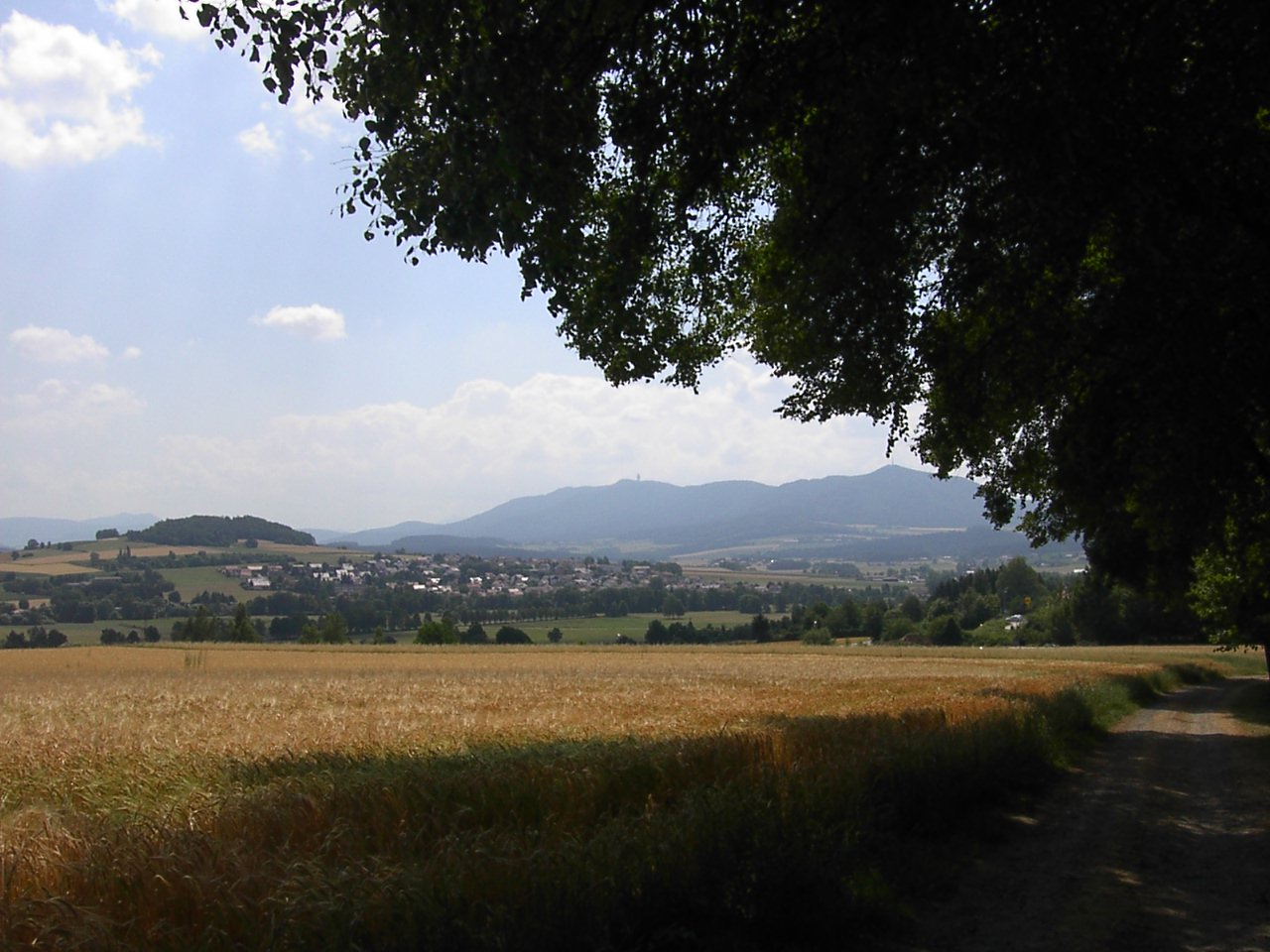
Die Cham-Further Senke bei Furth im Wald

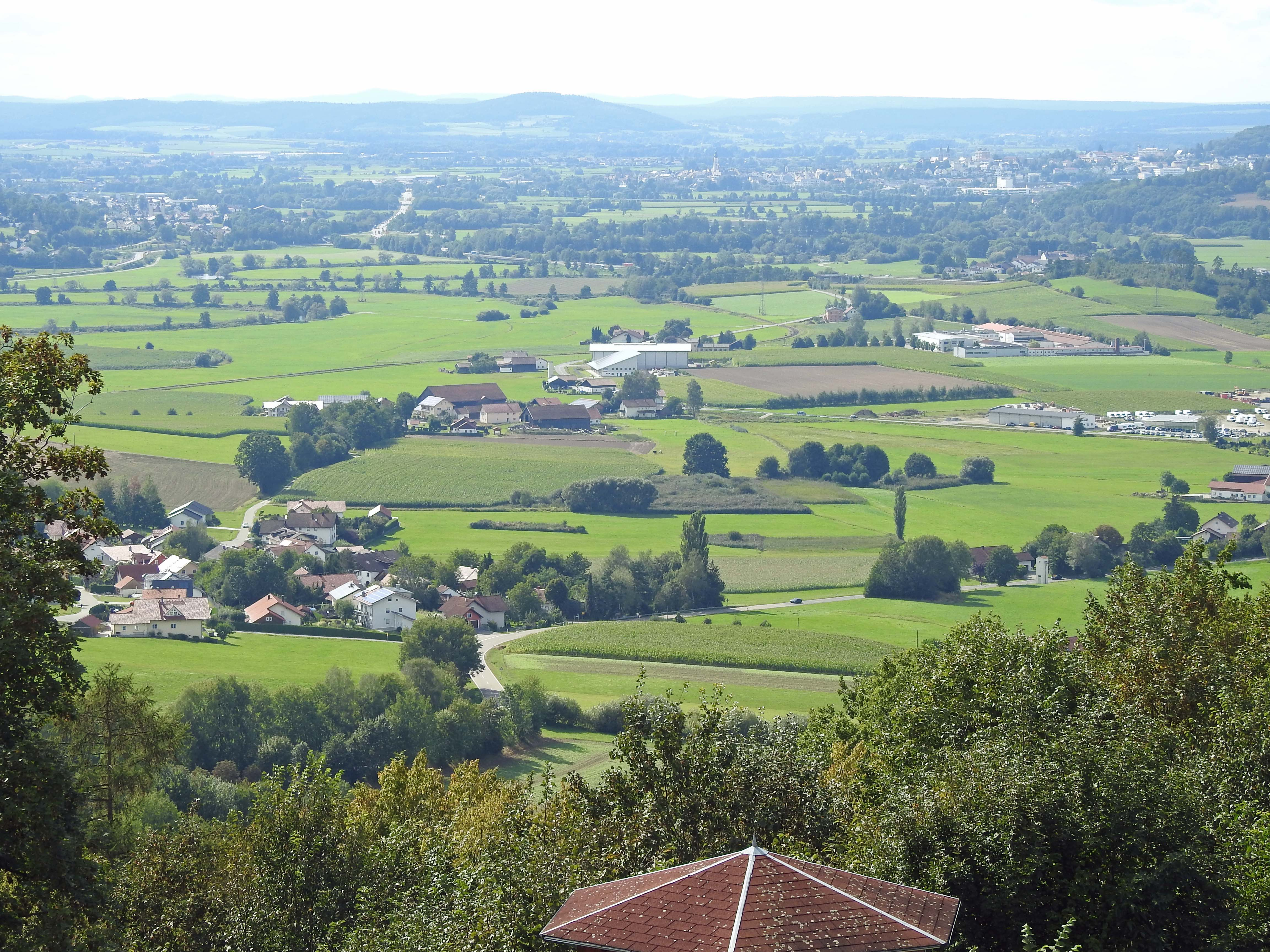
Cham-Further Senke von der Ruine Runding aus nach Westen

Die Cham-Further Senke (tschechisch Všerubská vrchovina) ist eine Niederung im Oberpfälzisch-Bayerischen Wald, die den Oberpfälzer Wald vom Bayerischen Wald trennt. Zugleich verbindet sie die Oberpfalz mit Böhmen.
Der deutsche Anteil hat nach dem Handbuch der naturräumlichen Gliederung Deutschlands eine Fläche von 322,5 km², nach den Steckbriefen des BfN 281 km²* und nach dem bayerischen Landesamt für Umwelt (LfU) eine von 263,74 ² ohne die 2,26 km² des Diebergs, den das LfU bereits als halbinselartigen Ausläufer des Hinteren Oberpfälzer Waldes einstuft. Sie nimmt in der Niederung von Cham bis zur Staatsgrenze einer Länge von 20 km in Nordostrichtung ein, die längste Ausdehnung von der Regenaue nördlich Rodings im äußersten Westsüdwesten zur Staatsgrenze nach Ostnordosten beträgt rund 40 km. Der tschechische Anteil umfasst 206 km².

## Naturräumliche Gliederung
Nach der Feingliederung 1:200.000 auf Blatt 165 Cham gliedert sich die Senke wie folgt:
- 402 Cham-Further Senke
  - 402.0 Vilzinger Bucht
  - 402.1 Cham-Rodinger Regenniederung
  - 402.2 Pemflinger Bucht
  - 402.3 Katzbergerer Hügelland (am (Willmeringer) Buchberg bis 563 m)
  - 402.4 Arnschwanger Becken
  - 402.5 Sengenbühler Hügelland
  - 402.6 Furth-Eschlkamer Riedelland
  - 402.7 Dieberg (638 m)
  - 402.8 Buchberger Höhen (bis 774 m)

Eine in den 2000er Jahren vorgenommene Gliederung der Haupteinheit durch das Bayerische Landesamt für Umwelt (LfU) teilt demgegenüber nur in zwei Teillandschaften auf, wobei der Dieberg (402.7) und der Buchberg (in 402.3) dort zum Hinteren Oberpfälzer Wald (400) gerechnet werden, die Einheit 402.5 zur Regensenke (404) und die Gabbro-Berge aus 402.8 zusammen mit dem Hohen Bogen und dem Künischen Gebirge eine Einheit des Hinteren Bayerischen Waldes (403) bilden:
- 402 Cham-Further Senke
  - 402-A Regen-Chamb-Aue [≈ 402.0 + 402.1 + Niederungen aus 402.4 und 402.6 (nur kleiner Anteil)] – 81,22 km²
  - 402-B Cham-Further-Hügelland [≈ 402.2 + 402.3 (ohne Buchberg) + höhere Teile von 402.4 + 402.6] – 182,52 km²

Andere Autoren unterteilen die Niederung in das Chamer Becken im Westen in einer Höhenlage von 360 bis 400 Metern, das von Roding bis ungefähr Arnschwang reicht, und die kleinere Further Senke im Osten, die in einer Höhenlage von 400 bis 500 Metern nach Böhmen hinüberreicht. Die Further Senke wird dieser Interpretation nach im Osten durch die Europäische Hauptwasserscheide begrenzt, die in ihrem im Oberpfälzisch-Bayerischen Wald gelegenen Abschnitt nur hier auf eine Höhe von 500 Metern hinabsteigt. Höchste Erhebung ist der Kameňák (Steinwald, 751 m) bei Svatá Kateřina (St. Katharina).

## Geologie und Landschaftscharakteristik
Die geologisch alte Senke ist mit pleistozänen und alluvialen Sedimenten gefüllt und wird von den Flüssen Chamb und Regen sowie deren Nebenbächen entwässert. Diese mäandrieren in dem gefällearmen, hügeligen Gebiet.
Im Chamer Becken herrschen Gneise und Granite vor, in der Further Senke dagegen die melanokraten Gesteine der Gabbro-Amphibolit-Masse. Das Klima ist wärmer und trockener als das der Bergumrahmung, der Winter jedoch verhältnismäßig kalt und häufig vom Böhmwind geprägt.
Die Hügelkuppen der typischen Agrarlandschaft sind mit Waldinseln aus Fichte und Kiefer bewachsen. Während das Chamer Becken schon seit der Steinzeit nahezu ununterbrochen besiedelt ist, wurde die Further Senke erst im Hochmittelalter voll erschlossen. Es dominiert der Ackerbau, gefolgt von Grünlandnutzung.
Die Cham-Further Senke hatte immer große Bedeutung als Verkehrsweg zwischen Bayern und Böhmen. Mit der um 976 errichteten Burg Cham wurde dort die östliche Reichsgrenze gesichert. Die Senke war aufgrund ihrer überregionalen Bedeutung in der Frühen Neuzeit zwischen den böhmischen Königtum und dem Herzogtum Bayern umstritten, was in den Jahren 1564, 1580 und schließlich 1764 zu verschiedenen Grenzabkommen führte. Das Gebiet ist heute Teil des Naturparks Oberer Bayerischer Wald.
Während des Kalten Krieges hatte die direkt am Eisernen Vorhang (der Grenze zur Tschechoslowakei) gelegene Cham-Further Senke strategische Bedeutung, da sie von Seiten der NATO als Einfallstor bei einer Invasion durch Truppen des Warschauer Pakts angesehen wurde.